# 片寄裕市
片寄 裕市（かたより ゆういち）は、日本の実業家。2018年に東京理科大学イノベーション・キャピタル株式会社を設立し代表取締役に就任した。

## 来歴
2003年、東京理科大学大学院経営学研究科修了後、第一生命保険相互会社（現第一生命保険株式会社）に入社。資産運用部門にてオルタナティブ投資およびストラクチャード・ファイナンス関連の投資業務に携わる。米国現地法人および海外資産運用会社への出向等を経て、ゴールドマン・サックス・アセット・マネジメント株式会社に入社した。
2015年、学校法人東京理科大学の大学関連事業とベンチャー企業支援を担う株式会社TUSビジネスホールディングス（現東京理科大学インベストメント・マネジメント株式会社）に参画、代表取締役就任する。2016年、学校法人東京理科大学理事長特命補佐、東京理科大学研究推進機構客員准教授となった。